# Be Sport
Be Sport est un réseau social numérique, consacré au sport et lancé à la fin de 2015.

## Histoire
Il permet à ses utilisateurs, qu’ils soient des sportifs (fans ou pratiquants) ou des clubs, de publier des images, des photos, des vidéos, des informations, d'échanger des messages, de créer des groupes, les rejoindre et utiliser des services spécifiques au sport.
La marque Be Sport a été déposée le 1er septembre 2011 aux Etats-Unis.  
Be Sport a été créé en France fin 2015, par Philippe Robert, investisseur, précédemment associé de Permira,,, et fondateur du fonds d'investissement OceanBridge.
Philippe Robert choisit de bâtir Be Sport autour d’une technologie française, issue des laboratoires du CNRS et de l’INRIA. Jérôme Vouillon, et Vincent Balat, chercheurs et CTO de Be Sport, conçoivent la plateforme en mettant en application les résultats de leurs recherches. 
Jérôme Vouillon, est un des créateurs du langage de programmation OCaml avec Xavier Leroy, Damien Doligez, Didier Rémy et leurs collaborateurs en 1996. Ce langage, de la famille des langages ML, est un projet open source dirigé et maintenu essentiellement par l'Inria. 
Vincent Balat a axé ses recherches sur les langages de programmation pour le Web, avec notamment un travail sur le framework Web Ocsigen qui est au cœur de Be Sport. 
L’équipe technique est renforcée par Edouard Donnelly, fondateur de Keneo, qui rejoint Be Sport pour en devenir le CEO fin 2019.
Parmi les fondateurs, Jean-Marc Gillet, qui a notamment lancé la start-up Goléo, François Trillo, journaliste sportif, passé par Canal+.
Benoit Guyot, ancien joueur professionnel de rugby et auteur d’une thèse sur le sport et la data (Appropriation des technologies et gestion de la performance sportive avec pour sujet d'étude le rugby professionnel en France,).[incompréhensible]

## Activités
Be Sport construit le réseau social qui regroupe l’ensemble des organisations sportives. Tous les clubs associatifs et les structures privées sont indexés et disponibles pour l’ensemble des utilisateurs.
Be Sport référence 160 000 clubs et près de 2 millions d’événements amateurs synchronisés avec leurs informations officielles, calendriers, résultats, en concertation avec 78 fédérations.  

### Partenariats
Be Sport a développé avec le Comité National et Olympique Français la plateforme cartographique monclubpresdechezmoi.com, recensant les 160 000 clubs associatifs français affiliés à une Fédération sportive. Cette plateforme a été lancée en juillet 2020,. 
Be Sport s’associe avec l’USC, l’Union Sport et Cycle, pour lancer en juin 2021 oupratiquer.sport, une plateforme cartographique recensant les structures sportives membres de l’USC (Neoness, Le Five, Basic Fit, OlyBe, Urban Soccer, Casa Padel, Climb Up…) afin de les aider pour la relance du secteur durement frappé par la crise sanitaire. 
Au printemps 2021, Be Sport s’associe avec la Fédération Française de Basketball, et la Fédération Française de Handball, pour une longue durée.
En août 2021, Be Sport devient partenaire du média Sud Ouest, qui donnera le jour à une nouvelle cartographie répertoriant tous les clubs fédérés du sud ouest, ainsi qu’à un certain nombre de contenus coproduits.

## Technique
Be Sport est développé autour d’un framework de langage français OCaml/Ocsigen , précurseurs de l’écosystème Reason/Rescript de Facebook.
Basé sur un langage “typé”, le code "multi-tier'' permet de programmer dans un seul code le serveur et le client,.
Le code est aussi multi-plateformes : le même code sert à programmer les applications web et mobile. 
Be Sport a également développé plusieurs algorithmes, comme un algorithme de recommandation des événements sportifs amateurs et professionnels mais aussi un algorithme de « pairing » qui permet de classer des contenus de médias importés sur les pages d'événements, de groupes ou d’athlètes. 
Cette technologie permet de générer automatiquement des millions de pages interconnectées.

## Actionnariat
Be Sport est une entreprise indépendante, détenue à majorité par ses fondateurs et ses managers.
Be Sport bénéficie du statut JEI délivré par le Ministère de la Recherche et d’une aide à l’innovation de la BPI.